# Яник Боли
Яник Боли (на френски: Yannick Boli) е котдивоарски футболист, нападател, състезател на Анжи Махачкала.
Роден на 13 януари 1988 г. в Сен Мор де Фосе, Вал дьо Марн, Франция. Интересен факт е, че Яник Боли е племенник на известните френски футболни легенди Базил и Роже.

## Кариера

### Пари Сен Жермен
Той започва кариерата си в Пари Сен Жермен, когато е на единадесет годишна възраст. Той е част от Б отбора през 2005-07. През този период има не малка заслуга, помагайки на тяхната формация под 18 години да спечели шапионата на Франция, ставайки топ реализатор. Това му осигурява и билета за първия отбор, с който подписва 3-годишен договор. На 6 май 2008 г. той вкарва победния гол срещу Амиен СК в полуфиналите за купата на Франция, който изпраща Пари Сен Жермен на финал. Боли е даден под наем на Льо Авър на 18 октомври 2008 г. до края на сезон 2008-09. Прави дебюта си седем дни по-късно с 2:1 над Валансиен. Записва общо тринадесет мача в лигата, преди да се върне в Пари Сен Жермен през юли 2009 г.
На 19 август 2009 г. Боли започва пробен период в Блакпул като Скай Спортс съобщава, че той може да подпише договор за година под наем.
На 27 януари 2012 г. Боли започва проби в Барнзли, но не получава договор.

### Черноморец
На 7 февруари 2012 г. започва пробен период с Черноморец (Бургас). Участва в 3 контролни срещи на „акулите“ като се представя добре. Одобрен е от Димитър Димитров – Херо и на 14 февруари подписва договор с Черноморец (Бургас). На 17 февруари отбелязва 4 гола срещу Светкавица (Търговище). Дебютира срещу Локомотив (Пловдив) на 10 март 2012 г.

### Зоря
На 18 февруари 2013 г. е закупен от украинския Зоря за сумата от 300 000 €. Подписва за 2 години.

### Анжи
На 29 август 2014 г. преминава в руския Анжи Махачкала с договор за 4 години. През сезон 2014/15 вкарва 15 гола за тима.

### Национален отбор
През 2008 г. получава повиквателна за олимпийския отбор на Кот д'Ивоар.

## Статистика по сезони[10]
| Сезон    | Отбор            | Първенство               | Мачове | Голове |
| -------- | ---------------- | ------------------------ | ------ | ------ |
| 2007/08  | ПСЖ              | Лига 1                   | 1      | 0      |
| 2008/ес. | ПСЖ              | Лига 1                   | 1      | 0      |
| 2008/09  | Льо Авър         | Лига 1                   | 13     | 0      |
| 2009/ес. | ПСЖ              | Лига 1                   | 2      | 1      |
| 2010/пр. | Ним Олимпик      | Лига 2                   | 15     | 3      |
| 2010/11  | Ним Олимпик      | Лига 2                   | 8      | 1      |
| 2012/пр. | Черноморец (Бс)  | А група                  | 12     | 6      |
| 2012/ес. | Черноморец (Бс)  | А група                  | 9      | 2      |
| 2013/пр. | Зоря (Луганск)   | Украинска Премиер лига   | 10     | 2      |
| 2013/14  | Зоря (Луганск)   | Украинска Премиер лига   | 26     | 12     |
| 2014/15  | Анжи (Махачкала) | Футболна Национална Лига | 23     | 15     |
| 2015/16  | Анжи (Махачкала) | Руска Премиер Лига       | 28     | 9      |
| 2016/17  | Анжи (Махачкала) | Руска Премиер Лига       | 3      | 0      |